# Roberto (1912–1977)
Roberto Emílio da Cunha, Roberto (ur. 20 czerwca 1912 w Niterói, zm. 20 marca 1977) – brazylijski piłkarz, napastnik. Brązowy medalista MŚ 38.
Grał w dwóch klubach: CR Flamengo (1933-1935) i São Cristóvão Rio de Janeiro (1936-1941). W reprezentacji Brazylii rozegrał 8 spotkań i strzelił 3 bramki. Podczas MŚ 38 wystąpił w dwóch meczach (1 gol). Brał udział w Copa América 1937 (drugie miejsce).